# 磷杂环丁二烯
磷杂环丁二烯是一种假想的有机磷化合物，结构上为环丁二烯的一个CH被磷原子取代的产物，化学式为C3H3P，目前尚未制得。理论计算表明其反芳香性介于砷杂环丁二烯和氮杂环丁二烯之间。它的金属配合物是已知的。